# Jan Klein
Jan Klein (ur. 1885 w Szwederowie koło Bydgoszczy, zm. 1940 w Sachsenhausen) – ksiądz katolicki, bibliotekarz, muzeolog, historyk.

## Życiorys
Urodził się 21 września 1885 w Szwederowie pod Bydgoszczą (gminę Szwederowo włączono do Bydgoszczy w kwietniu 1920 r.) Był synem Jana, właściciela małej posiadłości w Szwederowie i Praksedy z Trawińskich. Uczęszczał początkowo do szkoły wydziałowej w Bydgoszczy, następnie do gimnazjum humanistycznego. Maturę zdał w męskim gimnazjum klasycznym w Bydgoszczy. W 1906 r. wstąpił do Seminarium Duchownego w Poznaniu. Święcenia kapłańskie otrzymał 30 stycznia 1910 w Poznaniu.
Początkowo był wikariuszem w Kamieńcu i Strzelnie (luty – listopad 1909), a następnie administratorem parafii Chomiąża Szlachecka w powiecie mogileńskim (1909-1913) i Krostkowie w powiecie wyrzyskim (1911-1917). W 1917 r. po egzaminie proboszczowskim władza duchowna udzieliła mu instytucji kanonicznej na probostwo w Solcu Kujawskim, które objął w październiku 1918 r. W styczniu 1920 r. został mianowany przez wojewodę pomorskiego burmistrzem Solca Kujawskiego. Urząd ten pełnił do 1 marca 1921 r.

### Działalność w Bydgoszczy
W grudniu 1920 r. złożył wniosek w magistracie bydgoskim o przyjęcie go na stanowisko archiwariusza miejskiego. Za zgodą Rady Miejskiej został przyjęty 1 kwietnia 1921 r. do pracy w administracji miejskiej jako bibliotekarz miejski z tytułem archiwariusza. Do 31 lipca 1921 r. pracował w Bibliotece Miejskiej w charakterze kustosza, będąc jednocześnie zastępcą dyrektora. 1 lipca 1923 r. powierzono mu zorganizowanie Muzeum Miejskiego z tytułem dyrektora. Na tym stanowisku okazał dobrym organizatorem, pracując przede wszystkim nad uporządkowaniem zbiorów. Poza tym udzielał się w pracy społecznej, pracując w polskich towarzystwach naukowych.

### Proboszcz
Wkrótce rozpoczął również zabiegi o probostwo. Wolny czas w duszpasterstwie zamierzał poświęcić pracy naukowej i Muzeum. 1 marca 1925 opuścił Bydgoszcz i objął parafię w Czeszewie koło Miłosławia. 27 stycznia 1926 ostatecznie wystąpił z bydgoskiej administracji miejskiej. W 1928 władze kościelne powierzyły mu parafię Chomętowo koło Szubina, gdzie pracował do wybuchu II wojny światowej.

### Losy w okresie okupacji hitlerowskiej
5 listopada 1939 r. został aresztowany przez Niemców. Był więziony w obozach w Szubinie, w Grupie koło Grudziądza i w Nowym Porcie w Gdańsku. W 1940 r. wywieziono go do obozu koncentracyjnego w Sztutowie, a stamtąd do Oranienburga-Sachsenhausen. W tym ostatnim został zamęczony na śmierć. Zmarł 27 maja 1940 r. Do Bydgoszczy przysłano urnę z jego prochami. Po II wojnie światowej, zgodnie z wolą jego siostry Anny Klein, prochy złożono na Cmentarzu Bohaterów Bydgoszczy na Wzgórzu Wolności.
Był autorem obszerniejszego opracowania z dziejów Bydgoszczy pt „Bractwo Strzeleckie w Bydgoszczy” (Bydgoszcz, 1924) i wielu artykułów, zamieszczonych w Dzienniku Bydgoskim i Kurierze Poznańskim. Jego imię nosi jedna z ulic Bydgoszczy na osiedlu Przylesie w dzielnicy Fordon.